# Champ-Car-Saison 2005

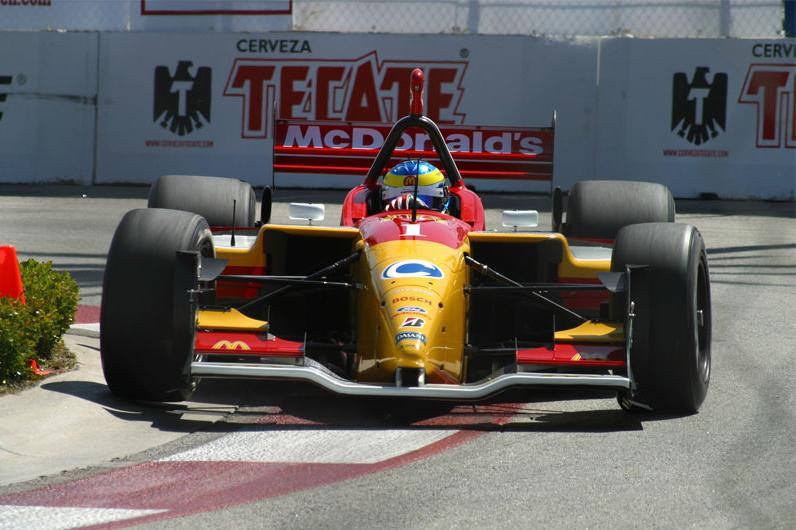
Sébastien Bourdais 2005 in Long Beach

Die Champ-Car-Saison 2005 war die 27. Saison der amerikanischen Champ-Car-Rennserie und die 84. Meisterschaftssaison im US-amerikanischen Formelsport.

## Hintergrund
Das Auftaktrennen fand am 10. April in Long Beach (USA) statt, das Finale wurde am 6. November in Mexiko-Stadt (Mexiko) ausgetragen.
Bruno Junqueira verletzte sich beim Indy 500 und fiel den Rest der Saison aus. Er wurde durch Oriol Servià vertreten, der deshalb das Team von Dale Coyne verließ.
Das Team Australia setzte beim Heimrennen in Surfers Paradise und in Mexiko-Stadt ein drittes Auto ein. Will Power gab sein Champ-Car-Debüt und konnte im Jahr 2014 und 2022 den Fahrermeistertitel gewinnen in der IndyCar Series.

## Saisonverlauf

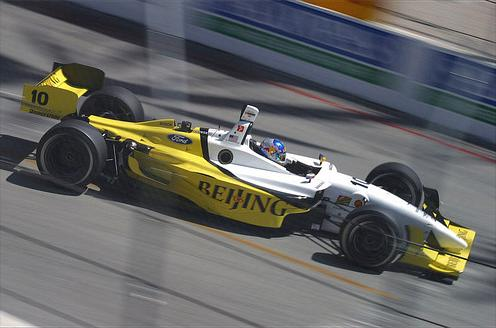
A. J. Allmendinger im Lola-Cosworth von RuSPORT

Nach einem Jahr in der Formel 1 wechselte Timo Glock zu Rocketsports Racing in die Serie zurück. In Montréal erzielte er mit einem zweiten Platz sein bestes Ergebnis. Er führte das Feld gegen Rennende an, weil er aber in der letzten Schikane mehrmals abkürzte, musste er die Spitzenposition an Oriol Servià abgeben. Als bester Neuling belegte er den achten Platz in der Fahrerwertung und erhielt den Titel „Rookie of the Year“
Cristiano da Matta kehrte nach zwei Jahren in der Formel 1 zurück. Er gewann das Rennen in Portland und beendete die Saison als Elfter in der Fahrer-Meisterschaft.
RuSPORT-Pilot Justin Wilson gewann in Toronto sein erstes Champ-Car-Rennen und später auch das Saisonfinale in Mexiko.
Paul Tracy führte nach fünf Rennen die Fahrerwertung an. Danach erlebte er einige Rückschläge. In Toronto beschädigte er sich bei einer Kollision mit Sebastien Bourdais in der Boxengasse den Frontflügel, später blieb er ohne Treibstoff liegen. In Denver verunfallte Tracy in Führung liegend und in Las Vegas schied er nach einer Kollision mit Bourdais aus.
Sébastien Bourdais gewann seinen zweiten Titel in Folge mit dem Team Newman/Haas Racing.

## Teams und Fahrer
Alle Teams benutzten das Chassis Lola B02/00, die Motoren von Cosworth und Reifen von Bridgestone.
| Team                         | Nr. | Fahrer                  | Rennen |
| ---------------------------- | --- | ----------------------- | ------ |
| Newman/Haas Racing           | 1   | Sébastien Bourdais      | 1–13   |
| Newman/Haas Racing           | 2   | Bruno Junqueira         | 1, 2   |
| Newman/Haas Racing           | 2   | Oriol Servià            | 3–13   |
| Forsythe Championship Racing | 3   | Paul Tracy              | 1–13   |
| Forsythe Championship Racing | 7   | Mario Domínguez         | 1–13   |
| CTE Racing-HVM               | 4   | Björn Wirdheim          | 1–11   |
| CTE Racing-HVM               | 4   | Fabrizio del Monte      | 12, 13 |
| CTE Racing-HVM               | 50  | Homero Richards         | 13     |
| CTE Racing-HVM               | 55  | Ronnie Bremer           | 1–5    |
| CTE Racing-HVM               | 55  | Alex Sperafico          | 6, 7   |
| CTE Racing-HVM               | 55  | Rodolfo Lavín           | 8–13   |
| Team Australia               | 5   | Marcus Marshall         | 1–12   |
| Team Australia               | 5   | Will Power              | 13     |
| Team Australia               | 15  | Alex Tagliani           | 1–13   |
| Team Australia               | 25  | Will Power              | 12     |
| Team Australia               | 25  | Charles Zwolsman junior | 13     |
| Rocketsports Racing          | 8   | Timo Glock              | 1–13   |
| Rocketsports Racing          | 31  | Ryan Hunter-Reay        | 1–11   |
| Rocketsports Racing          | 31  | Michael McDowell        | 12, 13 |
| RuSPORT                      | 9   | Justin Wilson           | 1–13   |
| RuSPORT                      | 10  | A. J. Allmendinger      | 1–13   |
| Dale Coyne Racing            | 11  | Ricardo Sperafico       | 1–13   |
| Dale Coyne Racing            | 19  | Oriol Servià            | 1, 2   |
| Dale Coyne Racing            | 19  | Michael Valiante        | 4      |
| Dale Coyne Racing            | 19  | Tarso Marques           | 5      |
| Dale Coyne Racing            | 19  | Ryan Dalziel            | 6      |
| Dale Coyne Racing            | 19  | Ronnie Bremer           | 7–13   |
| PKV Racing                   | 12  | Jimmy Vasser            | 1–13   |
| PKV Racing                   | 21  | Cristiano da Matta      | 1–13   |
| PKV Racing                   | 52  | Jorge Goeters           | 2      |
| Mi-Jack Conquest Racing      | 27  | Andrew Ranger           | 1–13   |
| Mi-Jack Conquest Racing      | 34  | Nelson Philippe         | 1–13   |
| Jensen MotorSport            | 41  | Fabrizio del Monte      | 1      |

## Statistik

### Rennergebnisse
| Nr. | Datum         | Veranstaltung (Rennstrecke)                                                   | Distanz (Meilen) | Gewinner           | Zweiter            | Dritter            |
| --- | ------------- | ----------------------------------------------------------------------------- | ---------------- | ------------------ | ------------------ | ------------------ |
| 1   | 10. April     | Toyota Grand Prix of Long Beach (Long Beach Grand Prix Circuit) (T)           | 159,408          | Sébastien Bourdais | Paul Tracy         | Bruno Junqueira    |
| 2   | 22. Mai       | Telmex/Tecate Monterrey Grand Prix (Parque Fundidora) (T)                     | 159,904          | Bruno Junqueira    | Andrew Ranger      | Alex Tagliani      |
| 3   | 4. Juni       | Time Warner Cable Road Runner 225 (The Milwaukee Mile) (O)                    | 221              | Paul Tracy         | A. J. Allmendinger | Oriol Servià       |
| 4   | 19. Juni      | Champ Car Grand Prix of Portland (Portland International Raceway) (P)         | 206,745          | Cristiano da Matta | Sébastien Bourdais | Paul Tracy         |
| 5   | 26. Juni      | Champ Car Grand Prix of Cleveland (Cleveland Street Course) (F)               | 191,646          | Paul Tracy         | A. J. Allmendinger | Oriol Servià       |
| 6   | 10. Juli      | Molson Indy Toronto (Exhibition Place) (T)                                    | 150,93           | Justin Wilson      | Oriol Servià       | Alex Tagliani      |
| 7   | 17. Juli      | Grand Prix of Edmonton (JAGflo Speedway) (F)                                  | 173,624          | Sébastien Bourdais | Oriol Servià       | Paul Tracy         |
| 8   | 31. Juli      | Taylor Woodrow Grand Prix of San José (San José Street Circuit) (T)           | 134,664          | Sébastien Bourdais | Paul Tracy         | Oriol Servià       |
| 9   | 14. August    | Centrix Financial Grand Prix of Denver (Streets of Denver (Pepsi Center)) (T) | 160,729          | Sébastien Bourdais | Mario Domínguez    | A. J. Allmendinger |
| 10  | 28. August    | Molson Indy Montréal (Circuit Gilles Villeneuve) (T)                          | 214,011          | Oriol Servià       | Timo Glock         | Justin Wilson      |
| 11  | 24. September | Champ Car Hurricane Relief 400 (Las Vegas Motor Speedway) (O)                 | 249              | Sébastien Bourdais | Oriol Servià       | Jimmy Vasser       |
| 12  | 22. Oktober   | Lexmark Indy 300 (Surfers Paradise Street Course) (T)                         | 159,315          | Sébastien Bourdais | A. J. Allmendinger | Jimmy Vasser       |
| 13  | 6. November   | Gran Premio Telmex/Tecate (Autódromo Hermanos Rodríguez) (P)                  | 195,02           | Justin Wilson      | A. J. Allmendinger | Paul Tracy         |

### Fahrermeisterschaft

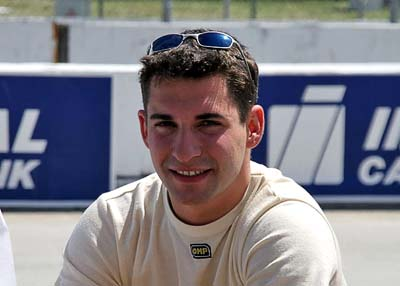
Rookie of the Year: Timo Glock

| Pos. | Fahrer                      | Pt. |
| ---- | --------------------------- | --- |
| 1.   | Sébastien Bourdais          | 348 |
| 2.   | Oriol Servià                | 288 |
| 3.   | Justin Wilson               | 265 |
| 4.   | Paul Tracy                  | 246 |
| 5.   | A. J. Allmendinger          | 227 |
| 6.   | Jimmy Vasser                | 217 |
| 7.   | Alex Tagliani               | 207 |
| 8.   | Timo Glock (R)              | 202 |
| 9.   | Mario Domínguez             | 198 |
| 10.  | Andrew Ranger (R)           | 140 |
| 11.  | Cristiano da Matta          | 139 |
| 12.  | Ronnie Bremer (R)           | 139 |
| 13.  | Nelson Philippe             | 117 |
| 14.  | Björn Wirdheim (R)          | 115 |
| 15.  | Ryan Hunter-Reay            | 110 |
| 16.  | Marcus Marshall (R)         | 104 |
| 17.  | Ricardo Sperafico (R)       | 92  |
| 18.  | Rodolfo Lavín               | 72  |
| 19.  | Bruno Junqueira             | 59  |
| 20.  | Alex Sperafico              | 24  |
| 21.  | Michael McDowell (R)        | 19  |
| 22.  | Will Power (R)              | 17  |
| 23.  | Ryan Dalziel (R)            | 13  |
| 24.  | Tarso Marques               | 10  |
| 25.  | Michael Valiante (R)        | 10  |
| 26.  | Fabrizio del Monte (R)      | 10  |
| 27.  | Charles Zwolsman junior (R) | 8   |
| 28.  | Homero Richards (R)         | 5   |
| 29.  | Jorge Goeters (R)           | 3   |

(R) Rookie